# Kit Williams
Pour les articles homonymes, voir Williams.
Christopher Williams dit Kit Williams est un artiste, illustrateur et auteur anglais, né le 28 avril 1946 dans le Kent, en Angleterre. Il est connu pour son livre de 1979 Masquerade, un livre illustré contenant des indices pour localiser un bijou doré (18 carats) en forme de lièvre créé par Williams et enterré "quelque part en Grande-Bretagne".
Williams a publié trois autres livres et a reçu la commande de créer trois horloges publiques ayant des mécanismes élaborés et des parties mobiles, telles que des animaux, pour l'intérêt visuel. Williams continue à peindre de l'art figuratif dans son studio de Gloucestershire, en Angleterre.
En 1985, il est lauréat du Premio Grafico Fiera di Bologna per la Gioventù, de la Foire du livre de jeunesse de Bologne (Italie) pour son ouvrage jeunesse  Untitled children's story.

## Masqueradeet le Lièvre d'Or
Son œuvre la plus connue, Masquerade, est un livre d'images, publié en août 1979, et consistant en une chasse au trésor où la résolution des énigmes permet la localisation d'un lièvre en or, dissimulé quelque part en Grande-Bretagne.
En août 2009 ont lieu les retrouvailles entre Kit Williams et le lièvre doré qu'il n'avait pas vu depuis plus de 30 ans. Il a déclaré :

« Je ne me rappelais pas qu'il était aussi délicat... Ensuite quand je j'ai soulevé les clochettes ont tinté et il a sonné d'une manière que j'avais oubliée I had not remembered it being as delicate as it is ... Then when I picked it up the little bells jingled, and it sparkled in a way that I had forgotten as well. »

Ces retrouvailles ont été montrées dans un documentaire de soixante minutes de la BBC Four sur le travail de Williams, The Man Behind The Masquerade le 2 décembre 2009, commençant par Masquerade avec l'exposition des 18 plus belles pièces de son art des 30 dernières années à la London's Portal Gallery, qui avait la première exposé ses œuvres dans les années 1970. L'émission montre Williams en présence du lièvre doré pour la première fois quand il a été prêté par son actuel propriétaire anonyme de l'extrême-Orient.
Le lièvre a été exposé au V&A Museum de Londres, lors de la rétrospective "British Design 1948–2012"  du 31 mars au 12 août 2012.

## Peinture
Kit Williams travaille actuellement surtout comme peintre figuratif où il utilise des techniques traditionnelles de peinture à l'huile, façonnant d'abord un panneau de bois couvert d'une toile et d'enduit. Il se sert alors de plusieurs couches de peintures à l'huile néerlandaise opaques et transparentes pour créer des images très lumineuses.
Kit Williams aime garder un contrôle complet sur chaque aspect de son travail artistique, comme fabriquer les habits portés par les modèles, créer les accessoires et souvent fabriquer des mécanismes aussi bien dans le cadre que dans le tableau révélant des éléments mobiles de l'œuvre et encourageant l'interaction avec le spectateur.
À l'aide de techniques de marqueterie, il a toujours fabriqué ses propres cadres qui lui permettent de réaliser les tableaux de toute forme et de laisser des éléments du tableau continuer dans le cadre.

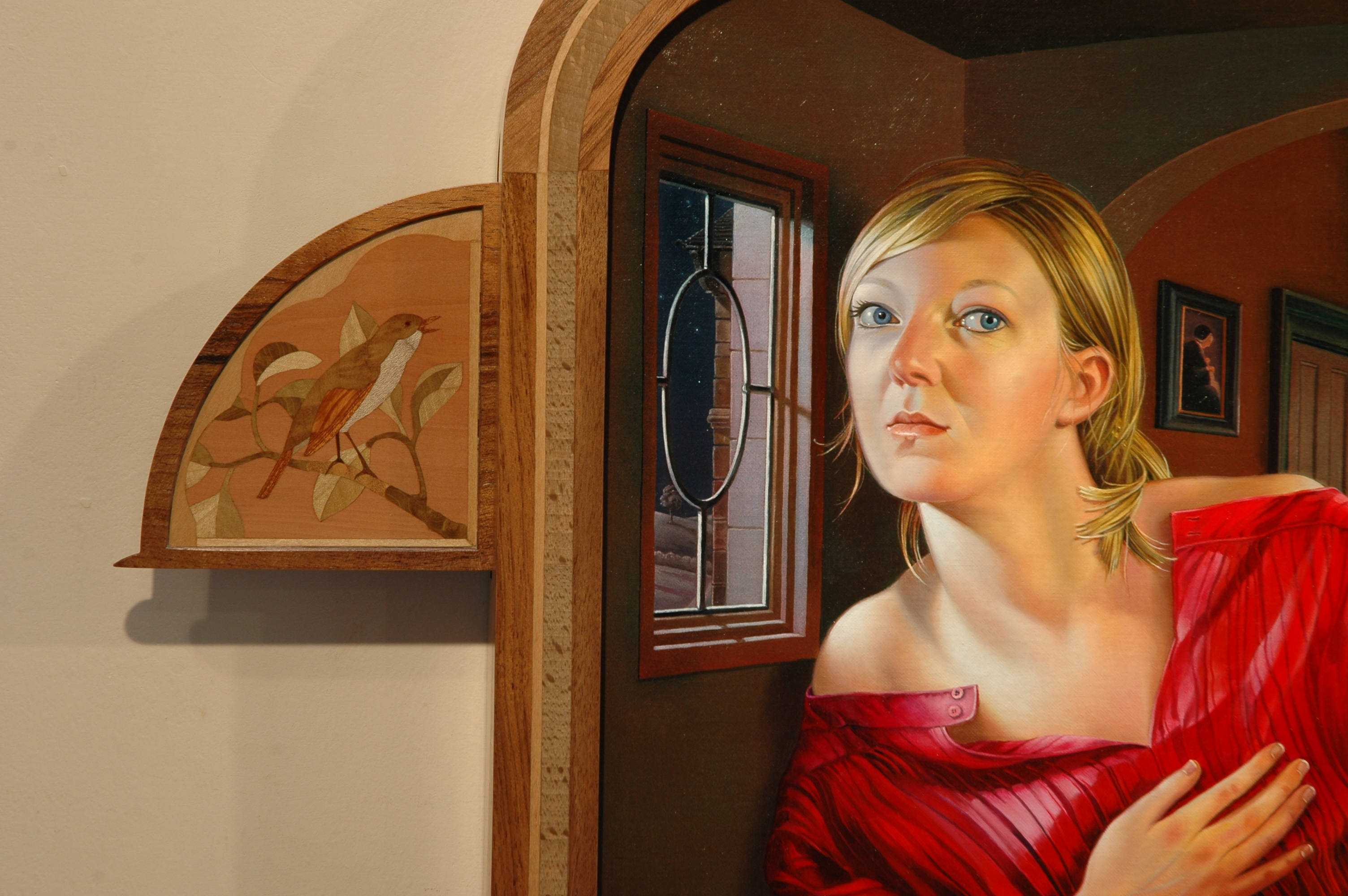
Détail du tableau Macaroon de l'artiste Kit Williams montrant la marquèterie élaborée dans le cadre et dans un panneau pivotant montant une alouette.

## Autres travaux
Plus connu pour son livre Masquerade, Williams a écrit un autre livre d'énigmes sur le thème des abeilles ; le défi est de trouver comment faire avec le titre du livre pour le représenter sans utiliser le mot écrit. Cette compétition a duré un an et un jour et le gagnant a été annoncé lors de l'émission de BBC Wogan (en).
En 1985, Kit Williams dessine la Wishing Fish Clock, pièce maîtresse du magasin Regent Arcade à Cheltenham, dans le Gloucestershire, en Angleterre. Haute de plus de 45 ft (13,7 m), l'horloge montre un canard qui produit un flot sans fin d'œufs dorés et une famille de souris tentant continuellement d'échapper à un serpent assis au-dessus de l'horloge. Suspendu sous l'horloge, un grand poisson en bois émet des bulles chaque demi-heure. Attraper une de ces bulles vous autorise à faire un vœu, d'où le nom de la pendule.
D'autres horloges dessinées par Williams sont visibles au Telford Shopping Centre (en) et à la zone Midsummer Place du Central Milton Keynes Shopping Centre (en).

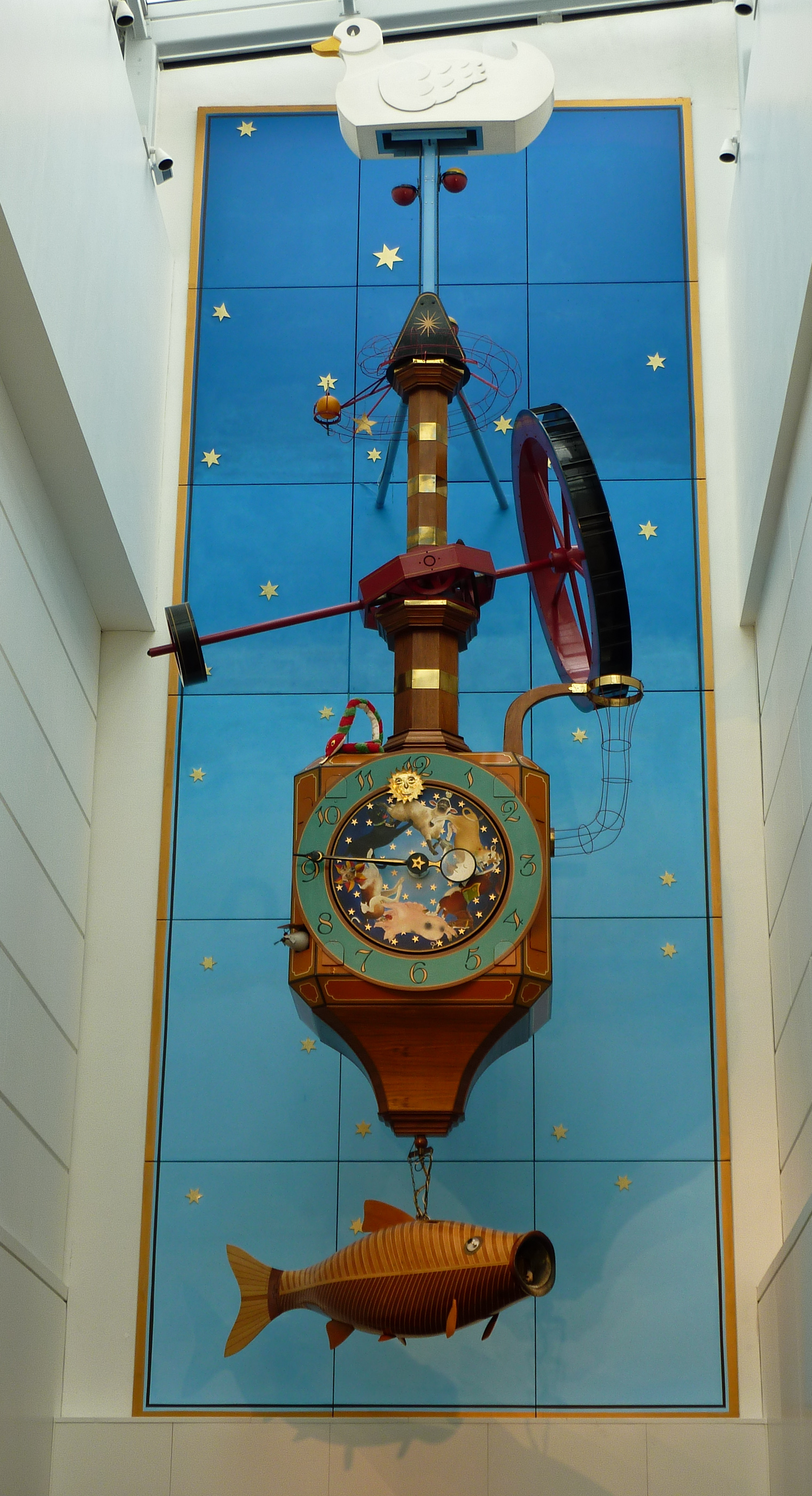
The Wishing Fish Clock, Regent Arcade, Cheltenham.

Kit Williams est également intervenu dans le dessin du labyrinthe Dragonfly Maze à Bourton-on-the-Water, dans le Gloucestershire, qui comportait un labyrinthe d'ifs en forme de libellule avec un pavillon au centre. Le but n'est pas seulement d'atteindre le pavillon, mais de rassembler des indices en parcourant le labyrinthe. En interprétant correctement ces indices une fois arrivé au pavillon, on accède au secret final.

## Ouvrages
- Kit Williams, Masquerade, J. Cape, 1979  (ISBN 0-8052-3747-X)
- Kit Williams, Masquerade: The Complete Book with the Answer Explained, J. Cape, 1982 [paperback]  (ISBN 0-89480-369-7)
- Kit Williams, Book Without a Name (referred to by Williams as "the Bee Book"), Knopf, 1984  (ISBN 0-394-53817-X)
- Kit Williams, Out of One Eye: The Art of Kit Williams, Crown, 1986  (ISBN 0-517-56431-9)
- Kit Williams, Engines of Ingenuity, Gingko Press, 2001  (ISBN 1-58423-106-8)